# Trona (minerał)
Trona – rzadki minerał z gromady węglanów, będący uwodnionym kwaśnym węglanem sodu. 
Nazwana jest nawiązaniem do składu chemicznego; z arabskiego natron znaczy soda.

## Właściwości
Krystalizuje w układzie jednoskośnym. Wykształca kryształy o pokroju tabliczkowym, słupkowym, igiełkowym lub włoskowym. Występuje w skupieniach ziarnistych, blokowych, równoległych, rozetkowych, zbitych, skorupowych lub włóknistych. Tworzy naloty, naskorupienia i wykwity. Jest krucha, przezroczysta do przeświecającej. Jest rozpuszczalna w wodzie oraz reaguje z kwasem solnym. 

## Występowanie
Typowym środowiskiem są ewaporaty (odparowywanie) wód słonych jezior sodowych lub boranowych zachodzącej w warunkach pustynnych. Czasem bywa produktem ekshalacji wulkanicznych. Tworzy wykwity na powierzchni gleby w suchym klimacie. Spotykana w alkalicznych skałach magmowych lub w formie nalotów na lawie. Towarzyszą jej halit, gips, soda rodzima, sylwin, glauberyt, tenardyt, mirabilit, borany, boraks, uleksyt, termonatryt.

## Miejsce występowania
Rozpowszechniona jedynie w niektórych rejonach Ziemi. Największe złoża występują w Kenii oraz na terenie Stanów Zjednoczonych (Wyoming, Kalifornia, Nevada). Spotykana również w Egipcie, Tanzanii, Libii, Iranie, Chile, Wenezueli, Mongolii, Tybecie, Kazachstanie oraz Włoszech. Występuje w skałach magmowych na Półwyspie Kolskim w Rosji. W Polsce stwierdzony na Górnym Śląsku.

## Zastosowanie
Stosowana jest w przemyśle chemicznym (soda), sporadycznie jako źródło metalicznego sodu. Jest poszukiwana i ceniona przez kolekcjonerów. W Egipcie była stosowana do przemysłu budowlanego.